# Copelatus bengalensis
Copelatus bengalensis är en skalbaggsart som beskrevs av Guignot 1955. Copelatus bengalensis ingår i släktet Copelatus och familjen dykare. Inga underarter finns listade i Catalogue of Life.